# Ruslands flåde
|  | For Ruslands flåde fra 1696 til 1917, se Den kejserlige russiske flåde |
Ruslands flåde (russisk: Военно-морской флот (ВМФ) Российской Федерации, Vojenno-morskoj flot Rossijskoj Federatsii (VMF), Den russiske føderations flåde) er den maritime del af Ruslands militær.
Den nuværende russiske flåde efterfulgte Fællesskabet af Uafhængige Staters (SNG) flåde, der efterfulgte Sovjetunionens flåde efter Sovjetunionens opløsning i 1991.
Den første regulære russiske flåde blev oprettet af Peter den Store i oktober 1696. Peter den Store har efter sigende udtalt: "En regent, der har en hær, har en arm, men den som har en flåde har begge". De fleste af flådens symboler og traditioner, (eksempelvis Apostlen Andreas' flag) blev indført af Peter den Store.
Den russiske flåde bestod ved etableringen primært af udstyr overtaget fra den tidligere sovjetiske flåde og består organisatorisk af Nordflåden, Stillehavsflåden, Sortehavsflåden, Østersøflåden, den kaspiske flotille, Flådens flyvertropper samt kystforsvaret (kystforsvaret udgøres af Marineinfanteriet, Missilforsvaret samt kystartilleriet).
I starten af 2000'erne besluttede man at gennemføre et genopbygningsprogram af flåden, der i 2015 skulle erstatte op til 45 procent af flådens og hærens udstyr. Ud af 4,9 billioner rubler (192,16 milliarder amerikanske dollar) vil op til 25 procent gå til bygningen af nye skibe. "Vi bygger nu stort set lige så mange skibe som vi gjorde i sovjettiden," udtalte Første Vicepremierminister Sergej Ivanov under et besøg til Severodvinsk i juli 2007, "Problemet er ikke længere pengemangel, men derimod hvordan vi optimerer produktionen, så flåden kan få skibene tre år efter køllægningen og ikke efter fem år."
Ifølge de russiske skibslister udgør tonnagen på flådens aktive skibe omkring 1.300.000 tons, skibene i reserve udgør yderligere 300.000 tons. Den russiske flåde har været negligeret siden Sovjetunionens sammenbrud grundet utilstrækkelig vedligeholdelse og finansielle problemer, der har betydet utrænet personel og udskydelse og annullering af reparationer og indkøb af nyt materiel. Et andet problem er skabt af den russiske skibsbygningsindustri, som har været i stort set frit fald siden 1991, hvilket betyder at værfternes evne til at bygge nye skibe svinder i stor stil. Hvis denne udvikling ikke vendes kan det betyde døden for de russiske ønsker om at udvikle og bygge krigsskib på egen grund og ultimativt føre til at Ruslands maritime kapaciteter vil kollapse. Begyndelsen til dette kan allerede ses med Ruslands ønske om at købe fire skibe af Mistral-klassen i Frankrig.
Officielt benytter russiske orlogsskibe ikke et præfiks, uofficielt benyttes dog RFS ((engelsk) "Russian Federation Ship" Russisk føderalt skib)

## Historie

### Oprindelse
Den russiske flådes baggrund kan spores tilbage til perioden mellem det 4. og det 6. århundrede da de tidlige slavere kæmpede mod det Byzantiske Rige. De første slaviske flotiller bestod af små sejlskibe og robåde som var sødygtige og var i stand til at sejle på floder. I 9. til det 12. århundrede var der flotiller i Kievriget bestående af flere hundrede skibe med op til tre master. Det er også kendt at beboerne i Novgorod foretog militære felttog i Østersøen (eksempelvis belejringen af Sigtuna i 1187). Ladja (ладья på russisk, havbåd) var et typisk fartøj brugt af Novgorods væbnede styrker (omkring 30 meter lange, bredde 5-6 meter samt 2-3 master. Bevæbning: rambuk og katapult, bemandet med 50-60 mand). Der var også mindre sejl- og robåde såsom Usjkui (ушкуи) til at sejle i floder, søer og skærgårde, Kotji (кочи), og Nosady (носады), benyttet til transportopgaver.
I det 16. og 17. århundrede foretog Kosakkerne angreb mod Krim-khanatet og det Osmanniske Rige ved hjælp af sejl- og robåde. Donkosakkerne kaldte dem Strug (струг). Disse både kunne transportere op til 80 mand. En kosakflotille havde typisk mellem 80-100 både af denne type.
Den centraliserede russiske stat har siden det 17. århundrede kæmpet for adgang til Østersøen, Sortehavet samt det Azovske Hav. Ved udgangen af det århundrede havde russerne tilegnet sig værdifulde erfaringer i at benytte flodskibe sammen med landstyrker. Under Zar Mikhail Fjodorovitj begyndte man konstruktionen af det første tremastede skib bygget udelukkende i Rusland i 1636. Det blev bygget i Balakhna af danske skibsbyggere fra Holsten i henhold til europæiske designstandarder og blev navngivet Frederik. Mellem 1667-1669 begyndte russerne at bygge orlogsskibe i landsbyen Dedinovo ved floden Oka til at beskytte handelsruterne langs Volga til det Kaspiske hav. I 1668 byggede de en fregat med 26 kanoner navngivet Orjol (Орёл, eller Ørn), en yacht, en båd med en mast og bovspryd samt et mindre antal robåde.
Under størstedelen af det syttende århundrede sejlede russere og kosakker med deres handelsskibe over Hvidehavet, hvor de udforskede floderne Lena, Kolyma samt Indigirka, hvor de samtidig grundlagde et antal bosættelser i den øvre del af Amur. Semjon Dezjnov er uden tvivl den mest aktive russiske opdagelsesrejsende der i 1648 sejlede hele vejen rundt nord om det nuværende Rusland fra Beringshavet. Da Dezjnov rundede Tjukotskij-halvøen sejlede han ud i Stillehavet.

### Russiske kejserrige
Den første officielle russiske flåde blev etableret af Peter den Store. Azovfelttoget i 1696 mod osmannerne under Den russisk-tyrkiske krig (1686-1700) var første gang russerne benyttede to deciderede krigsskibe, fire brændskibe, 23 galejer samt 1.300 struger bygget på floden Voronezj. Efter Azov-fortet på Peter den Stores forlangende var blevet indtaget med støtte fra flådefartøjer, forstod Dumaen vigtigheden af en flåde og udstedte den 20. oktober 1696 et dekret, der foreskev grundlæggelsen af en decideret russisk flåde. Denne dato er den officielle etableringsdato for den russiske flåde. På Voronez-væftet i 1700 blev det første større skib for den spirende russiske flåde søsat og tilknyttet Azov-flåden. Der er tale om linjeskibene Goto Predestinatsija (Guds provins, 58 kanoner) herefter fulgte Stary Orjol (Gamle Ørn, 80 kanoner) samt Staryj Dub (Gamle eg, 70 kanoner).
Under den store nordiske krig i 1700-1721 oprettede russerne Østersøflåden og byen Sankt Petersborg. I 1703-1723 blev Østersøflådens primære flådestation bygget i St. Petersborg, men senere flyttet til Kronstadt. Senere blev flere flådestationer bygget i Vyborg, Helsingfors, Reval (nu Tallinn) samt Åbo. Først var Vladimirskij Prikaz ansvarlig for skibsbygningen indtil denne funktion blev underlagt det russiske admiralitet.
De grundlæggende principper i flåden, dets uddannelses og træningsmetoder såvel som maritime doktriner blev alle nedfældet i Flådens reglement (Морской устав 1720). Peter den Store, Fjodor Apraksin, Aleksej Senjavin, Naum Senjavin, Mikhail Golitsyn er de fem mand man normalt betragter som flådens grundlæggere. Flådens doktriner blev udviklet af Grigorij Spiridov, Fjodor Usjakov, and Dmitrij Senjavin.
Katarina den Store's krige mod det Osmanniske rige betød oprettelsen af Sortehavsflåden med flådestationer i Sevastopol og Kherson. Fra dette tidspunkt begyndte russiske orlogsskibe at bevæge sig ud i Middelhavet på regelmæssig basis. I 1770 opnåede Grigorij Spiridovs eskadre overherredømme i det Ægæiske Hav efter at have slået den Osmanniske flåde i slaget ved Çeşme. Efter at have avanceret til Donau oprettede russerne Donau-flotillen med det formål at beskytte flodens æstuarium mod Osmannerne.
Under Fjodor Usjakovs middelhavsekspedition i 1799, nedkæmpede man franskmændene på Korfu samt de Ioniske Øer i samarbejde med Osmannerne og skabte grundlaget for Syv-ø-republikken. Hans eskadre blokerede derefter de franske baser i Italien; Genoa og Ancona og foretog togter mod Napoli og Rom. Usjakov, der senere blev ophøjet til flådens skytshelgen i det 21. århundrede blev efterfulgt som eskadrechef af Dmitrij Senjavin som fastslog det russiske overherredømme i det sydlige Adriaterhav, standsede Dubrovniks søhandel og slog den osmanniske flåde i slaget ved Athos (1807). Mellem 1803 og 1855, foretog russiske skibe over fyrre verdensomsejlinger og langfarter der kulminerede i Fabian Gottlieb von Bellingshausens opdagelse af Antarktis.
Disse maritime præstationer blev dog bremset af Ruslands langsomme teknologiske og finansielle udvikling i første halvdel af det 19. århundrede der betød at landet langsomt men sikkert sakkede efter de andre stormagter i brugen af dampskibe. Først i 1826 byggede russerne deres første dampskib Izhora. Ved Krimkrigens udbrud i 1853 var dampskibe stadig ikke udbredte og sejlskibe var stadig i stort overtal. Slaget ved Sinope, vundet af Pavel Nakhimov, er det sidste større søslag med sejlskibe. Under belejringen af Sevastopol i 1854-1855, viste russiske sømænd innovation og viljestyrke ved at bruge alle konventionelle og ukonventionelle midler til at forsvare byen fra sø- og landsiden. Selvom russerne introducerede den moderne sømine i Østersøen og afviste belejringen af Petropavlovsk-Kamtjatskij i Stillehavet. Sevastopol overgav sig til sidst på ganske acceptable vilkår. I overensstemmelse med Pariserdeklarationen mistede Rusland sine rettigheder til at opretholde en flåde i Sortehavet.
Den russiske sejlskibsflåde mistede gradvist sin betydning og blev langsom erstattet af dampskibe, eksempelvis den første pansrede kanonbåd Opyt og et af de første deciderede panserskibe Pjotr Velikij. Admiral Stepan Makarov blev den 16. januar 1877 den første der affyrede torpedoer fra et skib under en kamphandling. Han var også den første til at lufte ideen om en oceangående isbryder, som han konstruerede og søsatte under navnet Jermak. Han foretog to arktiske ekspeditioner i henholdsvis 1899 og 1901, på cirka samme tid som Aleksej Krylov fremlagde sin usynkbarhedsteori.
Den russiske flåde blev betragtet som den tredjestærkeste flåde i verden aftenen før udbruddet på den russisk-japanske krig, der endte som en katastrofe for det russiske militær og i særdeleshed for den russiske flåde. Hverken russerne eller japanerne manglede mod, men russerne blev slået af japanerne i slaget ved Port Arthur som var den første gang i søkrigshistorien at miner blev brugt i offensivt øjemed. Krigsskibene fra Østersøflåden blev sendt til fjernøsten, men blev nedkæmpet i slaget ved Tsushima.
Kort efter krigen benyttede Rusland en stor del af sit militærbudget til at genopbygge flåden med moderne dreadnoughts. Under 1. verdenskrig spillede de russiske flåder en begrænset rolle på østfronten på grund af de voldsomme mineringer fra begge sider. Sortehavsflåden minerede Bosporusstrædet og forhindrede dermed den osmanniske flåde i at sejle ind i Sortehavet. Efter revolutionen betød Ruslands farvel til krigen at Østersøflåden blev hentet hjem fra Helsinki og Tallinn til Kronstadt. Mange af sortehavsflådens skibe fandt efterfølgende havn i Bizerte.

### Sovjetunionen
Generelt modtog russiske sømænd den russiske revolution i 1917 med åbne arme. Tidligere, i 1905, forsøgte matroserne på slagskibet Potemkin i Sortehavet et mytteri. I 1906 fik soldater under et mytteri kontrol over et antal kystbefæstninger omkring Helsinki under hvad der senere blev kendt som Oprøret i Viapori, disse blev slået ned efter bombardementer fra Østersøflåden, der stadig var loyal mod Zarens regering. Det første skib i den sovjetiske flåde kan betegnes som krydseren Avrora, hvis løse skud signalerede starten på oktoberrevolutionen. I marts 1921 begyndte matroserne fra Kronstadt et oprør mod bolsjevikkerne, hvor de krævede ytringsfrihed og lukning af koncentrationslejrene, dette oprør mod bolsjemismen blev dog kvalt af Lev Trotskij.
Efter revolutionen forgik genopbygningen af flåden langsomt og først med industrialiseringen i 1930 blev et skibsbygningsprogram udviklet, dette skete dog for sent til at flåden kunne være ordentligt klædt på til den store fædrelandskrigs udbrud. Som et resultat heraf bestod den sovjetiske flåde under anden verdenskrig af et stort antal skibe fra 1. verdenskrig, et antal moderne krydsere og destroyere fra mellemkrigstiden samt et større antal torpedobåde.
Uheldigvis for Sovjetunionen var størstedelen af Østersøflåden fastlåst i Leningrad og Kronstadt af finske og af tyske minefelter fra 1941 til 1944 og yderligere lammet af et stort antal luftangreb. Til trods herfor lykkedes det alligevel at udføre et stort antal aktioner med torpedobåde og undervandsbåde. I Sortehavet betød tabet af landets primære flådestation i Sevastopol og effektive foranstaltninger fra aksemagternes luftvåben og minelægningsstyrker at den sovjetiske bevægelsesfrihed blev yderst begrænset. Den nordlige flåde bestod hovedsageligt af destroyere spillede en stor rolle i beskyttelsen af de allierede konvojer til Murmansk.
Under den kolde krig, fik flåden et yderligere antal missioner som en del af deres nukleare triade: Flåden skulle i tilfælde af krig nedkæmpe amerikanske missilubåde og hangarskibsgrupper, standse allierede konvojer og assistere de sovjetiske landstyrker i krigen. Sovjetunionen var hurtig til at forstå vigtigheden af den nye missilteknologi og udstyrede sin overfladeskibe med forskellige missiler. Det blev faktisk et kendetegn for den sovjetiske flåde med små hurtige missilbevæbnede fartøjer. Sovjetunionen havde samtidig en række af større overfladeskibe med stor ildkraft såsom skibene af Kirov- og Slava-klassen. I 1980'erne anskaffede Sovjetunionen sit første rigtige hangarskib, Tbilisi (efterfølgende omdøbt til Admiral Flota Sovjetskogo Kuznetsov).
På enkelte områder såsom fart og reaktorteknologi var og er sovjetiske ubåde de bedste i verden. Deres mangler var dog også af en vis kaliber især i områderne lyddæmpning og sonarteknologi. Sovjetunionen havde et stort antal konventionelle og atomdrevne missilubåde såsom Oscar-klassen og Delta-klassen. Man rådede desuden over et stort antal angrebsubåde såsom Viktor-klassen og Akula-klassen. Missilubådene af Typhoon-klassen er de største ubåde nogensinde bygget.

### Nyere tid
Sovjetunionens opløsning førte til en stor nedgangsperiode for flåden. Forsvarsudgifterne blev voldsomt beskåret og mange skibe blev skrottet eller lagt op som kaserneskibe på flådestationer og nybygningsprogrammer blev annulleret. Sergej Gorsjkov havde dog med sin flådeopbygning i Sovjettiden prioriteret skibe over støttestruktur, Gorsjkov havde desuden fastholdt skibe i tjeneste der var mildest talt skrotningsmodne, så slaget ramte ikke så hårdt som det kunne have gjort. Et forhold gjorde dog russernes udgifter og logistikproblemer større; Man havde i Sovjetæraen bygget et stort antal forskellige skibe og i midten af 1980'erne havde man næsten 250 forskellige skibsklasser. Dette betød at man skulle anskaffe mange forskellige og dyre reservedele og udstyr til mange forskellige skibsklasser. Kiev-klassen og et stort antal andre skibe blev tidligt pensioneret og det endnu ikke færdige hangarskib Varjag blev til sidst solgt til Folkerepublikken Kina. Penge blev kun tildelt til færdiggørelsen af de skibe man havde bestilt før unionens kollaps samt planlagte ombygninger og reparationer. Dog blev konstruktionen af disse nyere skibe voldsomt forsinket og i 2003 blev det offentliggjort at ubåden Nerpa af Akula-klassen nu nærmede sig sit femtende konstruktionsår. Opbevaringen af udfasede atomubåde i flådestationer såsom Murmansk fik desuden stor opmærksomhed da rapporter om et lavere beredskab blev offentliggjort. Flådebaser udenfor Rusland, såsom Cam Ranh i Vietnam blev gradvist lukket med undtagelsen af flådebaserne på Krim som man havde leaset af Ukraine. Dette gjaldt også et støttepunkt i Tartus i Syrien til støtte for skibene i Middelhavet. Flådens flyvertropper blev også skåret fra sit sovjetiske højdepunkt med 60.000 ansatte og 1.100 kampfly i 1992 til 35.000 mand og 270 kampfly i 2006. I 2002 var, ud af 584 flybesætninger, kun 156 kampklare og heraf var kun de 77 certifieret til natflyvning. Den årlige flyvetid for piloterne var 21,7 timer i forhold til 24 timer i 1999. Disse tal kan dog have ændret sig siden 2002.
Træningstilstanden og beredskabet led også et knæk. I 1995 var kun to missilubåde fra Nordflåden og Stillehavsflåden på togt. Nedgangen kulminerede med tabet af en Oscar II-klasse ubåd, Kursk, under Nordflådens sommerøvelser der skulle bekræfte præmisserne for en ny flådedoktrin. Øvelsen der involverede 30 ubåde og overfladeskibe skulle have kulmineret med et togt med hangarskibet Admiral Kuznetsov's task group til Middelhavet.
I 2006 rådede den russiske flåde kun 50 atomubåde i alt hvoraf de 26 var operationelle sammenlignet med 1991 hvor tallet var 170. Flåden planlægger, ifølge uofficielle rapporter, yderligere at reducere dette tal til 20, hvoraf de ti er dedikerede missilubåde.
I februar 2008 havde den russiske flåde 44 atomubåde hvoraf de 24 var operative; 19 dieselelektriske ubåde (16 operative) og 56 større overfladefartøjer hvoraf kun de 37 var operationelle. Til trods for disse statistiske forbedringer betød et udheld om bord på ubåden Nerpa (Akula-klassen) under skibets søprøver før et salg til Indien en del usikkerhed og bekymringer for sikkerheden og fremtiden.
Admiral Popov, tidligere chef for den russiske nordflåde, udtalte at den russiske flådes kampkapaciteter ville falde markant fra 2015 hvis man ikke øgede den nuværende rate af nybygninger eftersom en stor del af flådens større skibe var pensionsklare på dette tidspunkt.

## Struktur
Den russiske flådes bemanding består af en kombination af værnepligtige der tjener et år samt et antal professionelle officerer, sergenter og menige. I 2008 blev værnepligtsperioden nedsat til et år og større nedskæringer og omstruktureringer forventes at følge. I 2006 anslog IISS at der var omkring 142.000 ansatte i flåden. Den russiske flådes hovedkvarter er placeret i Moskva. I 2008 offentliggjorde man planer om at flytte hovedkvarteret til den gamle Admiralitetsbygning i Sankt Petersborg, den historiske placering for den kejserlige flådes hovedkvarter.

### Flådens luftsstyrker
Flådens luftstyrker (Skabelon:Lang-ru sprog, tr. Aviatsija Vojenno-Morskogo Flota Rossijskoj Federatsii) er flådens luftvåben, der blandt andet bemander hangarskibet Admiral Kuznetsov. De luftstyrker, der er tilknyttet de store flåder, Nordflåden og Stillehavsflåden, opererer supersoniske Tupolev Tu-22M3, langtrækkende Tupolev Tu-142 og Ilyushin Il-38 maritime patruljefly. De mindre flåder, Østersøflåden og Sortehavsflåden har kun taktiske Sukhoj Su-24 jagerbombere og ASW-helikoptere. Den lille Kaspiske flotille har Antonov An-26 og Mil Mi-8 transportfly/helikopter, Ka-27PS SAR-helikoptere såvel som bevæbnede Mil Mi-24 helikoptere.

### Marineinfanteriet
Marineinfanteriet (russisk: Морская пехота, tr. Morskaja Pekhota) er Ruslands marineinfanteri der har en størrelse på cirka 9.500 mand og er udrustet til at kunne foretage amfibiekrigsførelse. Marineinfanteriet er udrustet med T80 kampvogne, pansrede mandskabsvogne og tungt artilleri.

### Organisation
Den russiske flåde består af tre flåder og en flotille:

#### Nordflåden
Den russiske nordflåde blev etableret i 1933 og har hovedkvarter i Severomorsk med et større antal flådestationer i og omkring Murmansk-området. Dette er den russiske flådes primære flådestyrke og består af følgende:
- Hangarskibe
  - 1× Kuznetsov-klassen (Admiral Kuznetsov)
- Krydsere
  - 2× Kirov-klassen
  - 1× Slava-klassen
- Destroyere
  - 5× Udaloj-klassen
  - 2× Sovremennyj-klassen
- Amfibiefartøjer
  - 4× Ropucha-klassen
- Ubåde
  - 6× Delta IV-klassen
  - 1× Typhoon-klassen
  - 3× Oscar-klassen
  - 2× Sierra-klassen
  - 6× Akula-klassen
  - 4× Victor-klassen
  - 6× Kilo-klassen
  - 1× Borej-klassen
- Minefartøjer
  - 2× Natya-klassen
  - 6× Sonya-klassen

#### Østersøflåden
Østersøflåden blev etableret den 18. maj 1703 og er baseret i Baltijsk og Kronstadt med hovedkvarter i Kaliningrad, Kaliningrad Oblast. Flåden består af følgende:
- Destroyere
  - 2× Sovremennyj-klassen
- Fregatter
  - 1× Krivak-klassen
  - 2× Neustrasjimyj-klassen
- Korvetter
  - 4× Steregusjij-klassen
  - 8× Parchim-klassen
  - 4× Pauk-klassen
- Missilfartøjer
  - 5× Nanuchka-klassen
  - 7× Tarantul-klassen
- Ubåde
  - 2× Kilo-klassen
  - 1× Lada-klassen
- Amfibiefartøjer
  - 4× Ropucha-klassen
  - 2× Pomornik-klassen
- Minefartøjer
  - 5× Sonya-klassen
  - 6× Lida-klassen

#### Sortehavsflåden
Sortehavsflåden blev etableret den 2. maj 1783 og er baseret i Sevastopol-, Karantinnaja- og Streletskayabugterne i Sevastopol, hvor også hovedkvarteret er placeret. Derudover er der også faciliteter i Novorossijsk i Krasnodar kraj. Flåden har desuden en del andre faciliteter på Krim-halvøen samt i Krasnodar kraj. Flåden består af følgende:
- Krydsere
  - 1× Slava-klasen
  - 1× Kara-klassen
- Destroyere
  - 1× Kashin-klassen
- Fregatter
  - 2× Krivak-klassen
- Missilfartøjer
  - 5× Nanuchka-klassen
  - 5× Tarantul-klassen
  - 2× Bora-klassen
- Ubåde
  - 1× Kilo-klassen
- Amfibiefartøjer
  - 4× Ropucha-klassen
  - 3× Alligator-klassen
- Minefartøjer
  - 4× Natya-klassen

#### Den kaspiske flotille
Den kaspiske flotille blev etableret den 4. november 1722 og er baseret i Astrakhan og Makhatsjkala, med hovedkvarter i Askrakan. Flåden består af følgende:
- Fregatter
  - 1× Tartarstan-klassen
- Korvetter
  - 2 Buyan-klassen
- Minefartøjer
  - 3 Sonya-klassen

#### Stillehavsflåden
Stillehavsflåden blev etableret den 10. maj 1731 med hovedkvarter i Vladivostok samt flådestationer i Vladivostok og Petropavlovsk-Kamtjatskij. Flåden består af følgende:
- Krydsere
  - 1× Slava-klassen
- Destroyere
  - 1× Sovremennyj-klassen
  - 4× Udaloj-klassen
- Ubåde
  - 5× Delta III-klassen
  - 3× Oscar-klassen
  - 3× Akula-klassen
  - 8× Kilo-klassen

## Rangorden

### Officersgruppen
| NATO-rang    | OF-10         | OF-9    | OF-8           | OF-7          | OF-6               | OF-5               | OF-4               | OF-3              | OF-2               | OF-1                         |  |
| ------------ | ------------- | ------- | -------------- | ------------- | ------------------ | ------------------ | ------------------ | ----------------- | ------------------ | ---------------------------- |  |
| Distinktion  |               |         |                |               |                    |                    |                    |                   |                    |                              |  |
| Russisk rang | Admiral Flota | Admiral | Vitsje-Admiral | Kontr-Admiral | Kapitan 1-go ranga | Kapitan 2-go ranga | Kapitan 3-go ranga | Kapitan-lejtenant | Lejtenant starsjij | Lejtenant lejtenant mladsjij |  |
| Dansk rang   | Findes ikke   | Admiral | Viceadmiral    | Kontreadmiral | Flotilleadmiral    | Kommandør          | Kommandørkaptajn   | Orlogskaptajn     | Kaptajnløjtnant    | Premierløjtnant Løjtnant     |  |

### Sergent og meniggruppen
| NATO rang    | OR-9              | OR-8          | OR-7                         | OR-6              | OR-5                | OR-4                | OR-3             | OR-2                | OR-1                                          |
| ------------ | ----------------- | ------------- | ---------------------------- | ----------------- | ------------------- | ------------------- | ---------------- | ------------------- | --------------------------------------------- |
| Distinktion  |                   |               |                              |                   |                     |                     |                  |                     |                                               |
| Russisk rang | Starsjina mitjman | Mitjman       | Glavnyj korabelnyj starsjina | Starsjina gdavnyj | Starsjina 1-j stati | Starsjina 2-j stati | -                | Starsjij matros     | Matros                                        |
| Dansk rang   | Chefsergent       | Seniorsergent | Oversergent                  | Findes ikke       | Sergent             | Korporal            | Marinespecialist | Marineoverkonstabel | Marinekonstabel Marineelev Værnepligtig menig |

## Modernisering
De nylige forbedringer i den russiske økonomi har betydet en betydelig forøgelse af forsvarsbudgetterne og en lang række nybygninger til flåden, hvor især ubådsflåden står til at blive fornyet med den konventionelle Lada-klasse samt den nukleare Jasen-klasse. Enkelte ældre skibe er dog også blevet opgraderet. Jane's Fighting Ships kommenterede i 2004 at konstruktionsprogrammet stadig var ganske fokuseret på koldkrigsscenarier på grund af den store fokus på ubåde. Steregusjij-klassen, hvor det første skib i klassen blev køllagt den 21. december 2001 var det første nye overfladeskib siden Sovjetunionens fald, mens de nye fregatter af Gorsjkov-klassen er Ruslands første forsøg på at konstruere et større oceangående krigsskib siden Sovjetunionen.
I 2005 blev det offentliggjort at den russiske flåde planlagde en ny klasse af hangarskibe hvor de forventede at bygge 2-4 nye skibe fra 2013-14 med kommandohejsning fra 2017. Jane's kommenterede oplysningerne og påpegede at det endnu var uklart om programmet var finansieret. Det er desuden planlagt at anskaffe nye amfibiefartøjer. I midten af 2007 offentliggjorde den nye flådechef planer om at genrejse flåden fra et primært territorialforsvar til en global sømagt og skabe verdens næststørste hangarskibsflåde med seks hangarskibsgrupper over de næste 20 år.
Tre nye atomdrevne missilubåde er under konstruktion (Borej-klassen), men den første ubåd i klassen, Jurij Dolgorukij, har været under konstruktion siden 1996 og var forventet færdig i 2008. Ubåden blev søsat i april 2007 og begyndte sine søprøver i juni 2009. Den fjerde enhed blev køllagt i 2010. Den russiske atomflådes primære enheder er Delta IV-klassen der indgik i aktiv tjeneste mellem 1985 og 1991. Tjenestetiden for en missilubåd er normalt mellem 20 til 25 år, men har vedligeholdelsen været dårlig kan tjenestetiden være helt nede på ti til femten år før ubåden er nedslidt.
Rusland har umiddelbart ingen faciliteter der er i stand til at undertage det massive projekt det er at bygge et hangarskib. De mest lovende lokaliteter til at bygge sådan en facilitet er enten i Sankt Petersborg eller Severodvinsk, men det vil kræve massive investeringer for at kunne bygge sådan en facilitet. Den 2. august 2010 understregede admiral Vladimir Vysotskij vigtigheden af at have et hangarskib: "Hvis vi ikke har et hangarskib i vores nordlige område vil ubådene i det område i tilfælde af krig have reduceret deres kampevne til nul efter en dags kamp, da ubådenes primære fjender er flyvemaskiner."
Russiske embedsmænd har forhandlet med Frankrig om købet af fire LHD af Mistral-klassen. Den 24. maj 2010 udtalte den russiske forsvarsminister at Rusland var ved at udbyde bygningen af et amfibiefartøj til Spanien, Nederlandene og Frankrig. Efter planen skulle man bygge et skib i udlandet, to med hjælp af russiske arbejde og det sidste skib skulle bygges udelukkende på et russisk skibsværft. Forsvarsministeren udtalte yderligere at de første af skibene skulle udstationeres med Nordflåden og Stillehavsflåden. Den 24. december 2010 offentliggjorde den russiske præsident Dmitrij Medvedev at Frankrig havde vundet kontrakten om at bygge fire skibe af Mistral-klassen til VMF.
Den 28. april 2010 ratificerede det ukrainske parlament en aftale om at lease havnen i Sevastopol udover perioden til 2017 til Rusland. Leasingen af de russiske flådebaser på Krim blev ligeledes forlænget til 2042 med en option på yderligere fem år frem til 2047. Aftalerne med Ukraine blev dog nulstillet i forbindelse med den russiske annektering af Krim. 
Det russiske forsvarsministerium offentliggjorde den 25. februar 2011 en storstilet oprustningsplan der omhandler anskaffelsen af 100 orlogsskibe frem til 2020. Man har planlagt anskaffelsen af op til 20 ubåde, 35 korvetter og 15 fregatter i denne periode, de resterende 30 skibe i planen er endnu ikke kendt. Sortehavsflåden vil modtage 18 nye overfladeskibe og ubåde inklusiv Kilo-klassen, Talwar-klassen, Gorsjkov-klassen, samt Ivan Gren-klassen. Der er desuden planer om at starte en yderligere produktionslinje for Bujan-klassen samt Steregusjij-klassen. Våbenprogrammet har også allokeret midler til anskaffelsen af to skibe af Mistral-klassen.

## Aktiviteter
I slutningen af 1990'erne var den russiske flådeaktivitet på et meget lavt niveau. Selv da Kosovokrigen var på sit højeste blev den planlagte task group der skulle sejle til Middelhavet reduceret til et enkelt efterretningsskib, Liman.
I 2003 var der imidlertid en stor stigning i aktiviteten og der blev afholdt adskillige større øvelser. I en fælles øvelse med den indiske flåde i maj deltog to destroyere fra Sortehavsflåden samt fire skibe fra Stillehavsflåden anført af krydseren Moskva der var på et tre måneder lagt togt i det Indiske ocean. Et bevis på øvelsens omfang blev observeret da to Tu-160 og fire Tu-95 affyrede en række missiler på en non-stoptur på 8.700 kilometer fra flyvestationen Engels-2 nær byen Saratov. I august 2003 deltog flåden også i øvelsen Vostok-2003 der fandt sted i fjernøsten, hvor der foregik en større landgangsøvelse. Orlogsskibe og helikoptere fra Japan og Sydkorea deltog også i øvelsen. Nordflåden afholdte derefter en øvelse i januar 2004 da 13 skibe og syv ubåde deltog i fælles øvelser i Barentshavet. Både hangarskibet Admiral Kuznetsov og slagkrydseren Pjotr Velikij deltog, dette blev dog overskygget af to mislykkede missilaffyringer fra missilubåde, de mislykkede affyringer blev overværet af præsident Vladimir Putin der var om bord på missilubåden Arkhangelsk. Hverken Novomoskovsk eller Kareliya, begge af Delta IV-klassen, var i stand til at affyre deres missiler Den tidligere flådechef Vladimir Kurojedov's afsked kort herefter kan have været et resultat af disse fejlslagne affyringer. Han blev erstattet af Admiral Vladimir Masorin i september 2005.
Problemerne for flåden fortsatte i 2005 med et mineuheld under forberedelserne til Østersøflådens fejring af flådedagen i St. Petersborg i 2005. En miniubåd af Priz-klassen måtte reddes af en fælles britisk/amerikansk indsats ved at benytte en undervandsdrone fra Royal Navy i fjernøsten i starten af august 2005. Øvelserne og operationerne fortsatte og inkluderede samarbejdsøvelser mellem de russiske og kinesiske flåder. Senere deltog flåden igen i øvelser sammen med Indien, der blandt andet omhandlede skydninger, luftforsvar og ASW-øvelser ud for Vishakapatnam mellem den 14. og 20. oktober 2005.
Admiral Vladimir Vysotskij blev flådechef den 11. september 2007 efter at have kommandoen over Nordflåden siden september 2005.
Den 16 oktober 2008 udtalte formanden for Føderationsrådet at Rusland muligvis ville genoptage en tilstedeværelse i Yemen. Myndighederne i det mellemøstlige land havde ytret ønsker om Moskva's hjælp til at bekæmpe pirateri og terrorisme. I sovjettiden havde man haft et stort støttepunkt i den tidligere kommunistiske stat Sydyemen som blev forenet med Nordyemen i 1990 til Yemen. Under en pressekonference i Sanaá, Yemens hovedstad, udtalte formanden for Føderationsrådet, Sergej Mironov, at Ruslands nye kurs indenfor udenrigs- og sikkerhedspolitik samt en forøgelse i landets maritime aktiviteter kunne betyde at man ville tage imod det yemenitiske tilbud om at stille faciliteter til rådighed. Mironov udtalte også at den yemenitiske præsident, Ali Abdullah Saleh kunne tage på et statsbesøg i Rusland, hvor emnet kunne blive bragt på bane.

### Nordatlanten og Middelhavet
- I februar 2008 vendte en russisk flådestyrke hjem fra et togt på to måneder til Middelhavet og Nordatlanten, et togt der startede den 4. december 2007. Togtet var det første større russiske flådetogt til Atlanterhavet og Middelhavet i over 15 år. Styrken bestod blandt andet af hangarskibet Admiral Kuznetsov, Admiral Levtjenko og Admiral Tjabanenko (Udaloj-klassen), Moskva (Slava-klassen) samt et antal forsyningsskibe. Undet togtet øvede styrken søredning, antiterroroperationer, opklaring samt missil- og bombeangreb mod en supponeret fjende. Mellem 30 og 40 russiske fly fra det russiske luftvåben deltog i øvelsen.[34][35][36] Viceadmiral Nikolaj Maksimov, chefen for Nordflåden, udtalte under sejladsen at togtet skulle sikre russisk tilstedeværelse i verdens vigtigste havområder og at sikre russisk handlefrihed på havet. "Efter dette besøg i Middelhavet og Frankrig, det første i 15 år, agter vi at etablere en permanent tilstedeværelse i regionen" sagde han.[34][35] Admiral Vladimir Vysotskij opsummerede togtets resultater i februar: "Hvad der er vigtigt er at vi ankom [i Atlanterhavet og Middelhavet] på det fastsatte tidspunkt og at vi ikke bare dukkede op. Vi vil gøre alt i vores magt for at bygge vores tilstedeværelse op de steder hvor Rusland har strategiske interesser", og tilføjede at Rusland ønskede at gentage disse missioner hver halve år.[37]

- I 2008 afsejlede en flådestyrke fra Nordflåden bestående af den atomdrevne slagkrydser Pjotr Velikij og antiubådsdestroyeren Admiral Tjabanenko fra deres hjemmehavn Severomorsk i det nordlige Rusland den 22. september hvor de sejlede 1.000 sømil ud i Nordatlanten på en uge. "Da vi har noget ekstra tid før vores øvelser med den Venezuelanske flåde, der er planlagt til november 2008 vil vi foretage et antal forskellige manøvrer i Middelhavet samt besøge en række middelhavsbyer inklusiv Tripoli skrev flåden i en pressemeddelelse. Russiske krigsskibe deltog herefter i en samarbejdsøvelse med Venezuelas flåde i Caribien mellem den 10. og 14. november i henhold til det planlagte træningsprogram for at øge militært samarbejde med udenlandske flåder.[38]

- 11. oktober 2008 anløb den russiske flådestyrke på vej til Venezuela den libyske havn Tripoli for at tanke brændstof.[39]

- Fra Venezuela forsatte Pjotr Velikij til Capetown i Sydafrika hvorefter skibet sejlede til det Indiske ocean hvor det deltog i øvelser med den indiske flåde og deltog kort i antipiraterioperationer i Adenbugten før det vendte tilbage til Severomorsk i marts 2009.

### Syrien
- I september 2008 blev det rapporteret at Rusland og Syrien forhandlede om en russisk tilladelse til at etablere en større tilstedeværelse i Syrien og dermed Middelhavet.[40] Imens det russiske forhold til vesten var køligt på grund af krigen i Sydossetien og de amerikanske planer om et missilskjold i Polen er der tale om at præsident Assad har godkendt at omdanne havnen i Tartus til en permanent flådestation for russiske atombevæbnede krigsskibe. Moskva og Damaskus har desuden offentliggjort at havnen vil blive renoveret, Pressen i Syrien har dog intet nævnt om dette forhold.

### Caribien
- Om eftermiddagen den 25. november 2008 ankom en russisk flådestyrke til havnebyen La Guaira i Venezuela. Admiral Tjabanenko (Udaloj-klassen) lagde til i havnen mens slagkrydseren Pjotr Velikij lagde til på byens red.[41]

### Østafrika
- Den 24. september 2008 forlod fregatten Neustrasjimyj den russiske flådestation i Baltijsk ved Kaliningrad for at deltage i antipiraterioperationerne ud for Somalia.[42]

- Den 19. november 2008 udtalte chefen for flåden i en udtalelse til det officielle nyhedsbureau RIA Novosti at Rusland ville sende yderligere enheder til området[43]

- Fra 11. januar til 17. marts 2009 overtog Admiral Vinogradov antipiratpatruljerne fra Neustrasjimyj og sejlede efter endt mission hjem til Vladivostok med et stop i Jakarta i Indonesien den 24–28 marts 2009.[44]

- Fra den 26. april til den 7. juni 2009 patruljerede destroyeren Admiral Pantelejev i Adenbugten efter at have forladt flådestationen i Vladivostok i slutningen af marts 2009. Skibet vendte tilbage til Vladivostok den 1. juli.

- Den 29. juni 2009, forberedte destroyeren Admiral Tributs afsejling fra Vladivostok for at afløse Admiral Pantelejev i Adenbugten, afhængig af situationen i områden kan udsendelsen vare fra to til seks måneder.

### Indiske ocean
- Den 11. januar 2009, annoncerede General Makarov – Chefen for generalstaben – at den atomdrevne slagkrydser Pjotr Velikij og fem andre skibe vil tage del i et antal øvelser med den indiske flåde i slutningen af januar 2009.[45]